# Jean Van Milders
Jean Van Milders (Geel, 13 november 1924 – Knokke-Heist, 20 juni 2011) was een Belgisch zakenman. Daarnaast was hij tien jaar voorzitter van KAA Gent.

## Zakelijke carrière
Van Milders was een ondernemer. Hij wist de gelijknamige brouwerij in Geel, die hij samen met zijn broer van zijn ouders had geërfd, uit te bouwen tot een goed draaiende firma en introduceerde het abdijbier Tongerlo op de markt. De broers verkochten in 1970 hun brouwerij en begonnen met het bottelen van Coca-Cola. Vanaf 1976 begaven ze zich in de catering met de oprichting van de Carestel-wegrestaurants. 
Van Milders kon soms opmerkelijke uitspraken doen over zijn zakenmanagement: “Wat wisten wij als kind van geld? Niks! En nu heb ik kleinkinderen die met hun geld op de beurs spelen."

## Voorzitter van KAA Gent
Van juli 1988 tot 1998 was Van Milders voorzitter van KAA Gent. Deze voetbalclub was net gedegradeerd uit de eerste klasse en de club ging gebukt onder een zware schuldenlast. 
In het voetbal zorgde hij voor een grote ommekeer bij KAA Gent. Hij haalde enkele grote namen binnen, waardoor het spel van Gent weer aantrekkelijker werd. Na enkele jaren speelde de ploeg weer Europees clubvoetbal. Zo werd in 1992 de kwartfinale van de UEFA-beker gespeeld. Dit was het beste resultaat dat Europees gehaald werd onder zijn leiding. Een schuldenberg van 23 miljoen euro dwong hem zijn ontslag in te dienen. De schuldenberg werd onder zijn opvolger, Ivan De Witte weggewerkt.